# Oliarus hopponis
Oliarus hopponis är en insektsart som beskrevs av Matsumura 1914. Oliarus hopponis ingår i släktet Oliarus och familjen kilstritar. Inga underarter finns listade i Catalogue of Life.